# Dragon Ball Z: Supersonic Warriors
Dragon Ball Z: Supersonic Warriors (ドラゴンボールZ舞空闘, Doragon Bōru Zetto Bukū Tôgeki), é uma série de jogos de luta baseado no popular anime da série Dragon Ball. The Game em primeiro lugar, Dragon Ball Z Supersonic Warriors foi desenvolvido pela Arc System Works e lançado para o Game Boy Advance em 22 de junho de 2004. The Game foi seguido pela seqüência 2005, Dragon Ball Z: Supersonic Warriors 2 para o Nintendo DS.
O primeiro jogo da série ficou famoso por ser um jogo de luta no Game Boy Advance. No jogo, contém vários modos entre eles, o Story Mode. Existem vários personagens na história como Son Goku que é o protagonista do anime, Son Gohan, Vegeta, Piccolo (Dragon Ball), entre outros e existem vilões como Freeza, Cell e Dr. Gero.